# Stacy Gaskill
Stacy Gaskil (* 21. Mai 2000 in Denver, Colorado) ist eine US-amerikanische Snowboarderin.

## Karriere
In der Saison 2018/19 startete Gaskill das erste Mal im Weltcup, nachdem sie sich mit dem Gewinn der Gesamtwertung im Nor-Am-Cup einen Startplatz gesichert hatte. Ihr erstes Weltcuprennen in Breuil-Cervinia beendete sie auf dem 29. Platz. Einen Tag später schaffte sie den Sprung unter die ersten 15. Im März 2019 brach sich Gaskill ihr Handgelenk und fiel für den Rest der Saison aus.
Im Dezember 2019 kehrte Gaskill in den Weltcup zurück, erlitt jedoch rund einen Monat später eine Gehirnerschütterung im Training.
In der Saison 2020/21 erreichte Gaskill in vier von sechs Bewerben eine Platzierung in den Top 10. Bei den Snowboard-Weltmeisterschaften 2021 erzielte sie mit dem 6. Schlussrang im Snowboardcross die beste Rangierung für die USA sowohl bei den Frauen als auch bei den Männern.
An den Olympischen Winterspielen 2022 in Peking beendete Gaskill den Snowboardcross-Event auf dem 7. Rang.

## Erfolge

### Olympische Winterspiele
- Peking 2022: 7. Snowboardcross

### Weltmeisterschaften
- 2019 Park City: 9. Snowboardcross Team, 22. Snowboardcross
- 2021 Idre: 6. Snowboardcross, 9. Snowboardcross Team
- 2023 Bakuriani: 14. Snowboardcross

### Weltcupwertungen
| Saison  | Snowboardcross | Snowboardcross |
| Saison  | Punkte         | Platz          |
| ------- | -------------- | -------------- |
| 2018/19 | 366            | 25.            |
| 2019/20 | 190            | 31.            |
| 2020/21 | 160            | 11.            |
| 2021/22 | 254            | 7.             |
| 2022/23 | 178            | 13.            |
| 2023/24 | 325            | 10.            |

### Nor-Am Cup
- Saison 2016/17: 33. Snowboardcross
- Saison 2017/18: 1. Snowboardcross
- Saison 2018/19: 16. Snowboardcross
- Saison 2019/20: 3. Snowboardcross
- 11 Podestplätze, darunter 5 Siege:

| Datum            | Ort        | Land               | Disziplin      |
| ---------------- | ---------- | ------------------ | -------------- |
| 9. Februar 2018  | Craigleith | Kanada             | Snowboardcross |
| 7. März 2018     | Sugarloaf  | Vereinigte Staaten | Snowboardcross |
| 28. März 2018    | Ski Cooper | Kanada             | Snowboardcross |
| 29. März 2018    | Ski Cooper | Vereinigte Staaten | Snowboardcross |
| 21. Februar 2019 | Ski Cooper | Vereinigte Staaten | Snowboardcross |